# Dispilió
Dispilió (engelska: Dispilio) är en ort och en arkeologisk fyndplats i norra Grekland. Den ligger i prefekturen Nomós Kastoriás och regionen Västra Makedonien utanför Kastoria vid sjön Límni Kastorías.
1932 hittades fynd av en boplats från Neolitikum utanför Dispilió, och 1993 hittades Dispiliotavlan vid fyndplatsen.